# Orde van de Wedergeboorte van de Luchtmacht
De Orde van de Wedergeboorte van de Luchtmacht, ook "Orde van wedergeboorte (renaissance) en Eer" genoemd is een ridderorde  van de Chinese Luchtmacht en werd op 3 december 1937 door de Chinese president Chiang Kai-shek ingesteld als beloning dapperheid in het gevecht. De gedecoreerde piloten moesten 1800 vlieguren op hun naam hebben of 600 missies hebben volbracht. De eisen voor het verlenen van deze onderscheiding zijn iets zwaarder dan die die aan de Orde van het Boek van de Natuur worden gesteld. Deze ridderorde kent drie graden; "Linten der eerste, tweede en derde klasse" genoemd.
- De Eerste Klasse moest negen vliegtuigen hebben neergeschoten en 900 vlieguren hebben gemaakt of 300 vluchten hebben gemaakt.
- De Tweede Klasse moest zes vliegtuigen hebben neergeschoten en 750 vlieguren hebben gemaakt of 250 vluchten hebben gemaakt.
- De Derde Klasse moest drie vliegtuigen hebben neergeschoten en 600 vlieguren hebben gemaakt of 200 vluchten hebben gemaakt.

Toen in 1949 de verslagen Chinese regering naar Taiwan vluchtte bleef deze onderscheiding daar deel uitmaken van het decoratiestelsel van de Republiek China. De in Peking residerende regering van de Volksrepubliek China verleent deze onderscheiding niet.